# Акіта (аеропорт)
Аеропорт Акіта (яп. 秋田空港, あきたくうこう, акіта куко; англ. Akita Airport) — особливий регіональний вузловий міжнародний аеропорт в Японії, розташований в місті Акіта префектури Акіта. Розпочав роботу з 1981 року. Спеціалізується на внутрішніх та міжнародних авіаперевезеннях.